# STORIES (喜多修平の曲)
「STORIES」（ストーリーズ）は、喜多修平の3枚目のシングル。2009年11月11日にGloryHeavenから発売された。

## 解説
前作「一斉の声」から約1年2ヵ月ぶりのリリースで、2009年唯一のシングル。本シングルよりレーベルをアニプレックスからランティスに移している。表題曲「STORIES」は、テレビアニメ『ミラクル☆トレイン〜大江戸線へようこそ〜』のエンディングテーマとして使用された。ジャケットには、主人公の六本木史がプリントされている。

## 収録曲
（全作詞・作曲：萩原慎太郎、作曲：佐々木聡作、編曲：佐々木聡作）
1. STORIES [4:43]
2. INTERNAL REVOLUTION [4:01]
3. STORIES（off vocal）
4. INTERNAL REVOLUTION（off vocal）